# Chlorophytum dianellifolium
Chlorophytum dianellifolium là một loài thực vật có hoa trong họ Măng tây. Loài này được (Baker) H.Perrier mô tả khoa học đầu tiên năm 1935.